# Galeoscypha pileiformis
Galeoscypha pileiformis — вид грибів, що належить до монотипового роду Galeoscypha.

## Поширення і середовище існування
Знайдений на гнилих карпосомах Lactarius vellereus: Чехія.